# Monedero (tarjeta de Buenos Aires)

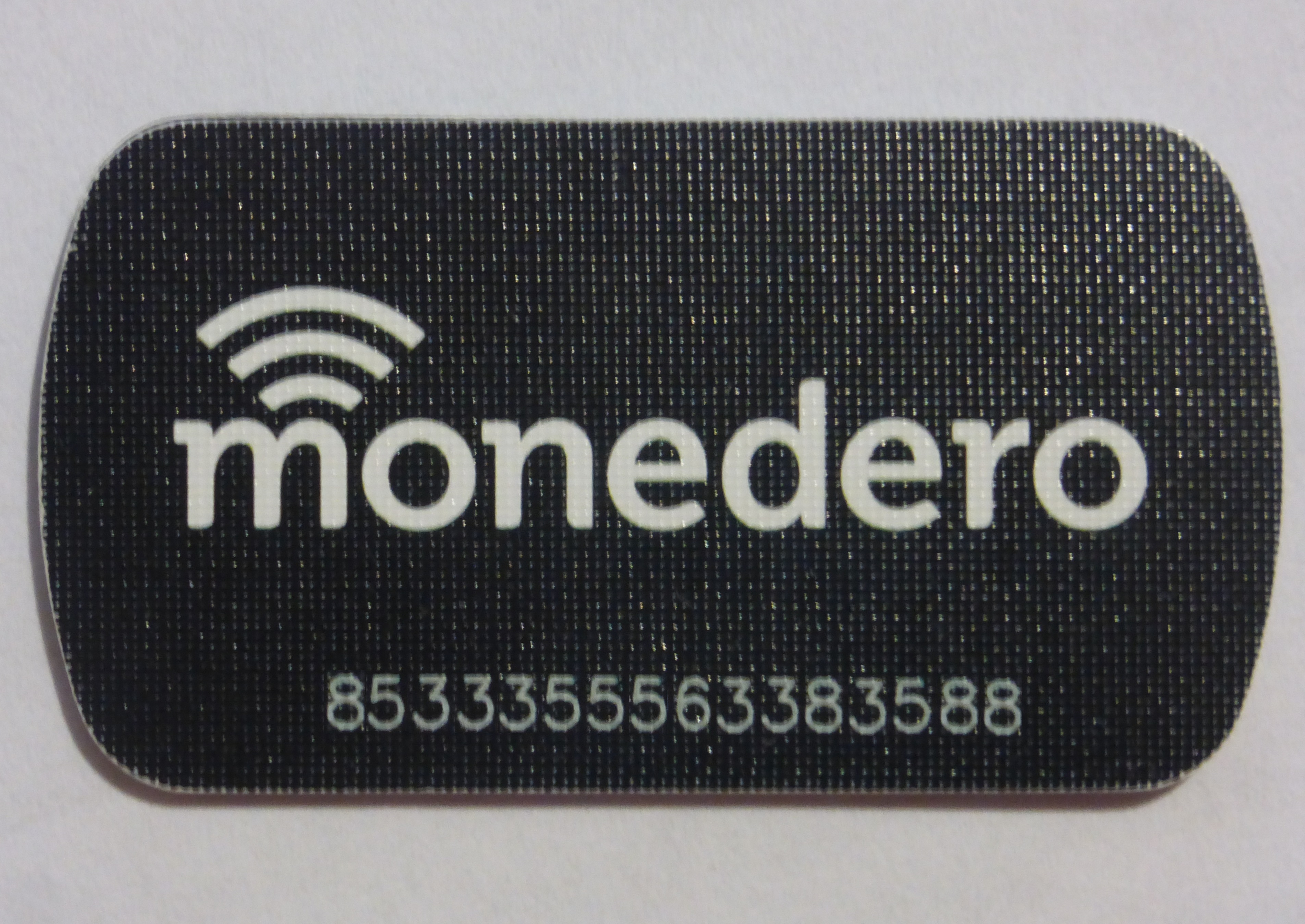
Ejemplar de la tarjeta monedero TAG.

Monedero fue una tarjeta inteligente en modalidad contactless, utilizada principalmente para el pago electrónico de transporte público de pasajeros del Área Metropolitana de Buenos Aires, implementada en 2002 por la empresa Metrovías, encargada de la prestación del servicio del subte de la ciudad de Buenos Aires y de la línea Urquiza que presta servicio urbano de trenes en el Gran Buenos Aires. Anteriormente a 2002, Metrovías utilizaba el mismo servicio y tecnología bajo el nombre Subtecard.
En 2012 la empresa fue adquirida por Visa Argentina pasando a ser producto más de la empresay su uso como medio de pago para el transporte público discontinuado en diciembre de ese año, aunque, unos meses después, volvió a estar disponible para abonar el pasaje del subte.Hacia fines de 2016, Monedero dejó de estar operativa para el pago de peajes y diferentes comercios y entidades con las que tenía un convenio. Dede septiembre de 2021, dejó de operar en el subte. Su página web no recibió más actualizaciones a partir de 2017 y fue discontinuada a finales de 2021.

## Características
Frente a la escasez de monedas en el ámbito de Capital Federal y el Gran Buenos Aires, permitía la recarga electrónica en cualquier estación de subterráneo, así como eliminar el problema del cambio dentro del subterráneo.
Al ser un dispositivo RFID permitía la rápida identificación del usuario y la transacción de pago se realizaba en aproximadamente 1 segundo.
Además de servir para abonar el costo del subterráneo o de los trenes de la línea Urquiza, se fue extendiendo lentamente su uso a algunos locales comerciales de las estaciones, o para pago exclusivo en algunos eventos o muestras. La información de la tarjeta podían visualizarse a través de un portal, donde encontrará el registro de uso, cargas, pagos y viajes realizados.

## Modo de funcionamiento

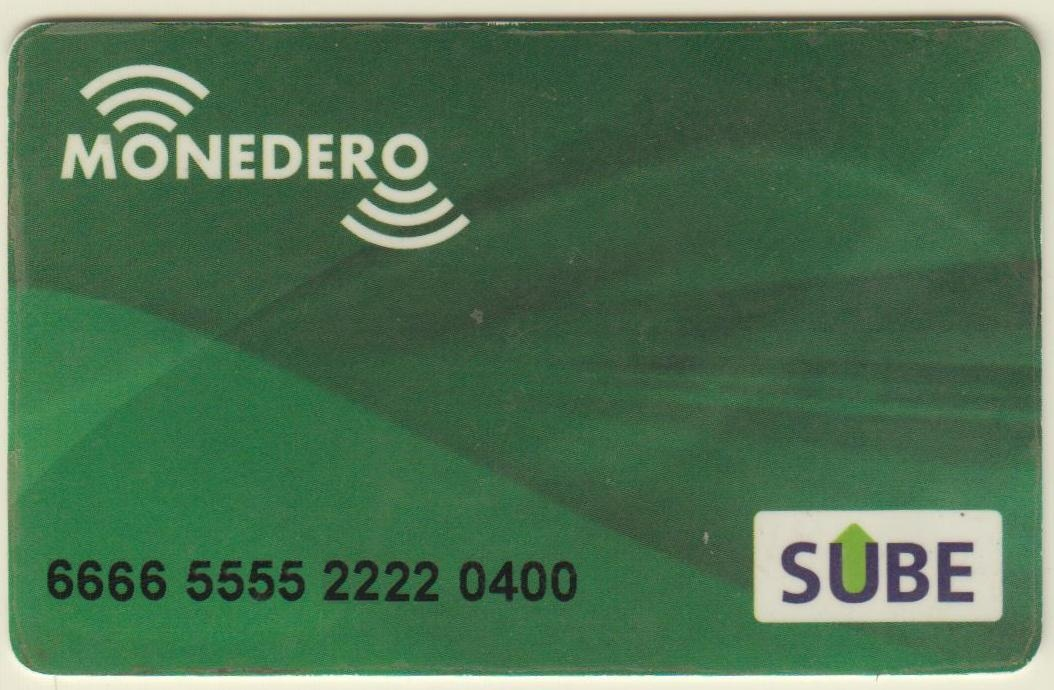
Antiguo modelo de tarjeta Monedero.

La tarjeta contienía un chip electrónico que guardaba el saldo monetario.
La tarjeta se recargaba enfrentándola a un dispositivo de carga, desde el cual se le ingresaba el crédito solicitado y pagaba al empleado de boletería.
Ya con el saldo cargado, se podía abonar el pasaje de subte presentándola frente a un molinete con un lector RFID el cual descargaba el importe del viaje, o del pago del servicio solicitado, respecto del saldo disponible.
En el caso del viaje de tren, al ingresar en la estación, descargaba del saldo el valor del máximo viaje, y devolvía la diferencia de tarifa una vez que el usuario la presentaba en el molinete o tótem (nombre asignado a las colúmnas en las estaciones del ferrocarril que posee el lector en su interior) de salida de la estación de destino.

## Modo de emisión de la tarjeta
La tarjeta se podía emitir al portador o bien nominada, asignándole los datos del usuario; lo que permitía bloquearla en caso de pérdida, y reemplazarla por una nueva, trasladando el saldo anterior.
Las empresas podían acceder a la funcionalidad Monedero mediante convenios; podía ser utilizada como control de acceso a instalaciones, o para pago de servicios dentro de las mismas.

## Difusión del medio de pago
Según el sitio oficial de Monedero con información de 2008, se encontraban emitidas aproximadamente 1,8 millones de tarjetas, que podían ser utilizadas en unos 2000 validadores de pago (la mayoría de ellos situados en las estaciones de subte de Buenos Aires).